# Mary Waagechristensen
Mary Agnete Elise Waagechristensen, född Madsen 28 april 1892 i Præstø, död 14 februari 1953, var en dansk författare.
Waagechristensen debuterade med diktsamlingen Hoc signo vinces 1927. Hon publicerade därefter diktsamlingen Slangebidt (1935) och romanerna Karen (1941), Fandens Mælkebøtter (1942) och Du er min Fjende (1945). Hon skrev även noveller för Berlingske Tidende och Politiken.
Waagechristensen debuterade som manusförfattare med komedin Gadens Pige, som hade premiär på Thalias Teater 1930. Hon skrev även pjäserna Endnu en Nat (1938), Vore anonyme fædre (1941) och Helhesten (1941), som alla uppfördes på Frederiksbergs Teater. En filmatisering gjordes av hennes lustspel Tre piger fra Jylland 1957. Hon skrev även hörspel för Danmarks Radio.

## Priser & utmärkelser
- Forfatterforbundets Legat 1945
- Emma Bærentzens Legat 1946
- Harry Søibergs mindelegat 1948
- Frøken Suhrs Forfatterlegat 1952